# Sin vía de escape
Sin vía de escape (título original: Slam Dance) es una película de crimen de 1987 dirigida por Wayne Wang y protagonizada Tom Hulce, Mary Elizabeth Mastrantonio y Virginia Madsen.

## Argumento
En las ciudad de Los Ángeles, un dibujante, C.C. Droob se ve envuelto en un asunto turbio cuando una chica joven con la que se acostaba es asesinada. Al parecer, la joven estaba envuelta en un escándalo sexual y alguien la quiso por ello borrar del mapa. Droob decide entonces usar toda su creatividad artística para llegar al fondo del asunto. La coacción, la mentira y la corrupción se convierten en los puntos de un triángulo cuyo centro será muy difícil de encontrar.

## Reparto
| Actor                       | Papel                     |
| --------------------------- | ------------------------- |
| Tom Hulce                   | C. C. Drood               |
| Mary Elizabeth Mastrantonio | Helen Drood               |
| Virginia Madsen             | Yolanda Caldwell          |
| Don Keith Opper             | Buddy                     |
| Adam Ant                    | Jim Campbell              |
| Harry Dean Stanton          | Detective Benjamin Smiley |
| John Doe                    | Detective John Gilbert    |

## Producción
La película se rodó en Los Ángeles.

## Recepción
En el presente, sin embargo, la película ha sido valorada en portales cinematográficos y por varios críticos profesionales. En IMDb, con unos 1700 votos registrados, el filme obtiene una media ponderada de 5,2 sobre 10. En cuanto a Rotten Tomatoes, los más de 500 votos registrados le dieron allí una valoración media de 3,2 de 5, mientras que los 6 críticos profesionales que se expresaron allí le dieron una valoración media de 4,7 de 10.